# Mehen (brætspil)
Mehen er et brætspil, som blev spillet i det gamle Egypten. Det er opkaldt efter Mehen, en mytologisk slangegud.

## Historie
Der er beviser for mehen-spillet tilbage til omkring 3000 f.v.t. og frem til cirka 2300 f.v.t. Et af de bedste beviser stammer fra Egyptens gamle kongerige i Hesy-Ras grav, hvor der er et billede af brættet. Man ved, at der er tale om et spil, idet man har sammenholdt afbildninger af brættet med andre spil, hvor man med sikkerhed ved, at de er spil.

## Brættet og spillet
Reglerne for spillet er fuldstændig ukendte. Man ved, at brættet er udformet som en sammenrullet slange, der er opdelt i felter. Antallet af felter har tilsyneladende ikke haft den store betydning, idet man har fundet brætter med forskellige antal felter. Arkæologiske fund kan antyde, at der til spillet blev anvendt brikker udformet som han- eller hunløver, som blev anvendt i sæt à 3-6 stykker. Desuden er der brugt et antal små kugler.
 Der er for få eller ingen kildehenvisninger i denne artikel, hvilket er et problem. Du kan hjælpe ved at angive troværdige kilder til de påstande, som fremføres i artiklen.